# زواج على الطريقة المحلية (فلم)
زواج على الطريقة المحلية فيلم سينمائي رومانسي سوري من إنتاج العام 1978.

## قصة الفيلم
شابان في إحدى الحارات الشعبية بمدينة دمشق، أولهما (تحسين) الشاب العابث الذي يرى الحب لهوًا، وتسلية ويرتبط بعلاقات مع الكثير من الفتيات، وصديقه (سمير) الشاب الذي لم يعرف فتاة في حياته، ويؤمن بالحب كعاطفة سامية ويعمل كساعي للبريد في إحدى المدن الصغيرة، يحلم بالزواج من فتاة جميلة من أهل الحي ويحاول التعرف عليها، يعتقد عم الفتاة أن سمير يحاول التلاعب بها، ويحاول منعه وتتصاعد المواجهات، ولكنه لا يستطيع التقدم لها بسبب فقره، فيعيش بالاوهام على شكل هلوسة تشعره بأنه متزوج منها .

## فريق العمل
قصة وسيناريو و حوار: داوود شيخاني، فيصل الياسري
إخراج: مروان عكاوي
إنتاج وتوزيع: أفلام سمير العنيني (سمير مسلم عنيني)
مدير التصوير: محمد الرواس
مساعد مخرج: سمير زركلي، زهير ديوب، منى زكريا
مونتير: محمد خيرعرب أوغلي
تركيب الفيلم: محمد علي المالح
مكياج: ليلى غانم
| الأغنية      | كلمات        | ألحان      | غناء       |
| ------------ | ------------ | ---------- | ---------- |
| ياعيني       | أحمد قنوع    | سهيل عرفة  | وليد توفيق |
| مغرم يانسيمة | شفيق المغربي | ملحم بركات | وليد توفيق |

الموسيقي التصويرية: حسين نازك

## بطولة
- ناجي جبر(أبوعنتر)
- وليد توفيق (سمير)
- نادين الخوري (هند)
- فاديا خطاب (غادة)
- نجاح حفيظ (ام صياح)
- سامية الجزائري (هدى)
- سليم كلاس (تحسين)
- هيثم جبر (ساعي البريد)
- تيسير السعدي (أبو زهير)
- إيمان زركلي (حسيبة)
- نبيل خزام (خليل)
- يولاند أسمر (ام ناديا)
- ناديا نصري (ناديا)
- حسان السالم
- إميل سعادة
- عمر الشيخ بكري
- إبراهيم شيشول
- إبراهيم الكردي
- منى عبدالعال
- سلمان أبو عمار
- سعيد عبدالسلام
- عدنان دعبول
- عبدالله حصوة
- عدنان موسى